# Barbara Ciwoniuk
Barbara Ciwoniuk – polska pisarka, autorka książek dla dzieci i młodzieży.
Zadebiutowała jako prozaiczka w 2005 powieścią Igor, o problemach chłopca zmagającego się z dysleksją. W swoich utworach opisuje problemy współczesnej młodzieży.

## Nagrody i wyróżnienia
- Powieść Igor została nominowana przez Polską Sekcję IBBY do programu „Outstanding Books for Young People with disabilities 2007”.
- Książka Ania została nominowana do nagrody „Książka Roku 2007” PS IBBY.
- Powieść Musisz to komuś powiedzieć otrzymała wyróżnienie literackie w konkursie „Książka Roku 2011” PS IBBY[3].

## Twórczość
- Igor, powieść, Warszawa: Telbit, 2005, ISBN 83-88109-56-1; nast. Łódź: Literatura, 2011, ISBN 978-83-7672-145-3.
- Wszystko inne poczeka, powieść, Warszawa: Telbit, 2006, ISBN 83-88109-67-7; nast. Warszawa: Wydawnictwo BIS, 2013, ISBN 978-83-7551-359-2.
- Rokko, powieść, Warszawa: Telbit, 2006, ISBN 83-88109-70-7; nast. Łódź: Literatura, 2013, ISBN 978-83-7672-208-5.
- Ania, powieść, Warszawa: Telbit, 2007, ISBN 978-83-60848-03-6; nast. Łódź: Literatura, 2013, ISBN 978-83-7672-262-7.
- Wakacje z gangsterem, powieść, Warszawa: Telbit, 2008, ISBN 978-83-60848-44-9; nast. Łódź: Literatura, 2013, ISBN 978-83-7672-227-6.
- Musisz to komuś powiedzieć, powieść, Warszawa: Literatura, 2010, ISBN 978-83-7672-047-0; nast. tamże: wyd. 2, 2012, ISBN 978-83-7672-178-1; wyd. 3, 2015, ISBN 978-83-7672-178-1.
- Własny pokój, powieść, Kraków: Znak, 2011, ISBN 978-83-240-1530-6; nast. Łódź: Literatura, 2014, ISBN 978-83-7672-272-6; nast. tamże: wyd. 2, 2016, ISBN 978-83-7672-272-6.
- Ten gruby, powieść, Kraków: Znak, 2011, ISBN 978-83-240-1529-0; nast. Łódź: Literatura, 2014, ISBN 978-83-7672-271-9.
- A jeśli zostanę..., powieść, Łódź: Literatura, 2012, ISBN 978-83-7672-138-5; nast. tamże: wyd. 2, 2014, ISBN 978-83-7672-138-5; wyd. 3, 2015, ISBN 978-83-7672-138-5.
- Opowiadania o zwierzętach; opowiadania, praca zbiorowa, Łódź: Literatura, 2012, ISBN 978-83-7672-134-7.
- Uciec jak najbliżej, powieść, Łódź: Literatura, 2012, ISBN 978-83-7672-175-0.
- Jaki ten świat ciekawy, opowiadania, Kraków: Aksjomat, 2013, ISBN 978-83-7713-320-0.